# Fissidens jinguensis
Fissidens jinguensis là một loài Rêu trong họ Fissidentaceae. Loài này được Sakurai mô tả khoa học đầu tiên năm 1952.